# Nick Naumenko
Nicholas „Nick“ Naumenko (* 7. Juli 1974 in Chicago, Illinois) ist ein ehemaliger US-amerikanischer Eishockeyspieler, der zuletzt für die SCL Tigers in der Schweizer National League A gespielt hat.

## Spielerkarriere
Der 1,80 m große Verteidiger begann seine Karriere in der US-amerikanischen Juniorenliga USHL sowie später im Team der University of North Dakota im Spielbetrieb der NCAA. Beim NHL Entry Draft 1992 wurde er als 182. in der achten Runde von den St. Louis Blues ausgewählt (gedraftet).
Allerdings stand der Rechtsschütze niemals für die Blues in der National Hockey League auf dem Eis, sondern wurde nur bei tiefklassigeren Farmteams eingesetzt. Nach mehreren Jahren in der AHL und der International Hockey League wechselte Naumenko zur Saison 2002/03 zum DEL-Rekordmeister Adler Mannheim. Nach einem Jahr wechselte er zu deren Ligakonkurrenten Kassel Huskies, die er allerdings nach 23 Spielen der Saison in Richtung Nordamerika verließ. In den folgenden Jahren spielte er für verschiedene Clubs der AHL, schaffte es aber nie, in der NHL zu spielen.
Während der Saison 2006/07 wechselte der Amerikaner in die Schweiz zum HC Ambrì-Piotta. Die Spielzeit beendete er beim EHC Biel, mit denen er die Play-offs der Nationalliga B bestritt. Zur folgenden Spielzeit kehrte Naumenko dann aber wieder zum HCAP zurück. In den folgenden zwei Spielzeiten verpasste er mit dem HCAP jeweils die Playoffs und musste stattdessen in den Playouts antreten. In diesen konnte das Team aber stets den Klassenerhalt realisieren.
Kurz vor Beginn der Spielzeit 2009/10 erhielt Naumenko einen Vertrag über zunächst zwei Monate bei den SCL Tigers.

## Erfolge und Auszeichnungen
- 1995 WCHA First All-Star Team
- 1996 WCHA First All-Star Team
- 2002 Teilnahme am AHL All-Star Classic

## Karrierestatistik
(Legende zur Spielerstatistik: Sp oder GP = absolvierte Spiele; T oder G = erzielte Tore; V oder A = erzielte Assists; Pkt oder Pts = erzielte Scorerpunkte; SM oder PIM = erhaltene Strafminuten; +/− = Plus/Minus-Bilanz; PP = erzielte Überzahltore; SH = erzielte Unterzahltore; GW = erzielte Siegtore; 1 Play-downs/Relegation; Kursiv: Statistik nicht vollständig)